# Йосі Банай
Йосеф «Йосі»  Банай (івр. יֹוסֶף "יֹוסִי" בַנָאי, нар. 5 листопада 1932, Єрусалим — пом. 11 травня 2006, Тель-Авів) — ізраїльський актор і співак.

## Біографія
Виріс в районі біля Махна Ієгуда, Єрусалим. Кинув школу після шостого класу, вступивши в театр і досить швидко став актором знаменитого театру «Габіма». Надалі Банай грав на всіх головних театральних майданчиках країни. Особливо міцна творча співдружність пов'язувала його з драматургом Нісімом Алоні, у багатьох п'єсах якого він грав головні ролі; часто Банай грав також в спектаклях по Ханоху Левіну та Яакову Шабтаю. 
У 1998 році Банай отримав Премію Ізраїлю за заслуги у розвитку театрального мистецтва.
Крім акторської гри, Банай виступав з авторськими шоу, в ході яких монологи і скетчі чергувалися з піснями. Пісні Баная безпосередньо наслідували французький шансон, частина з них являла собою переклади пісень Бреля та Брассанса (зазвичай в перекладі Наомі Шемер). Усього він записав близько 20 сольних альбомів.

## Родина
Йосі Банай є одним із найбільш відомих членів родини Банай: його брати Ґаврі, Яааків та Гаїм — актори, його син Ювал та племінники Єгуд, Урі, Меїр та Евіатар — музиканти та співаки (іноді дехто із них грав на сцені), а його племінниця Орна є акторкою та комедіанткою.